# Autoklaw

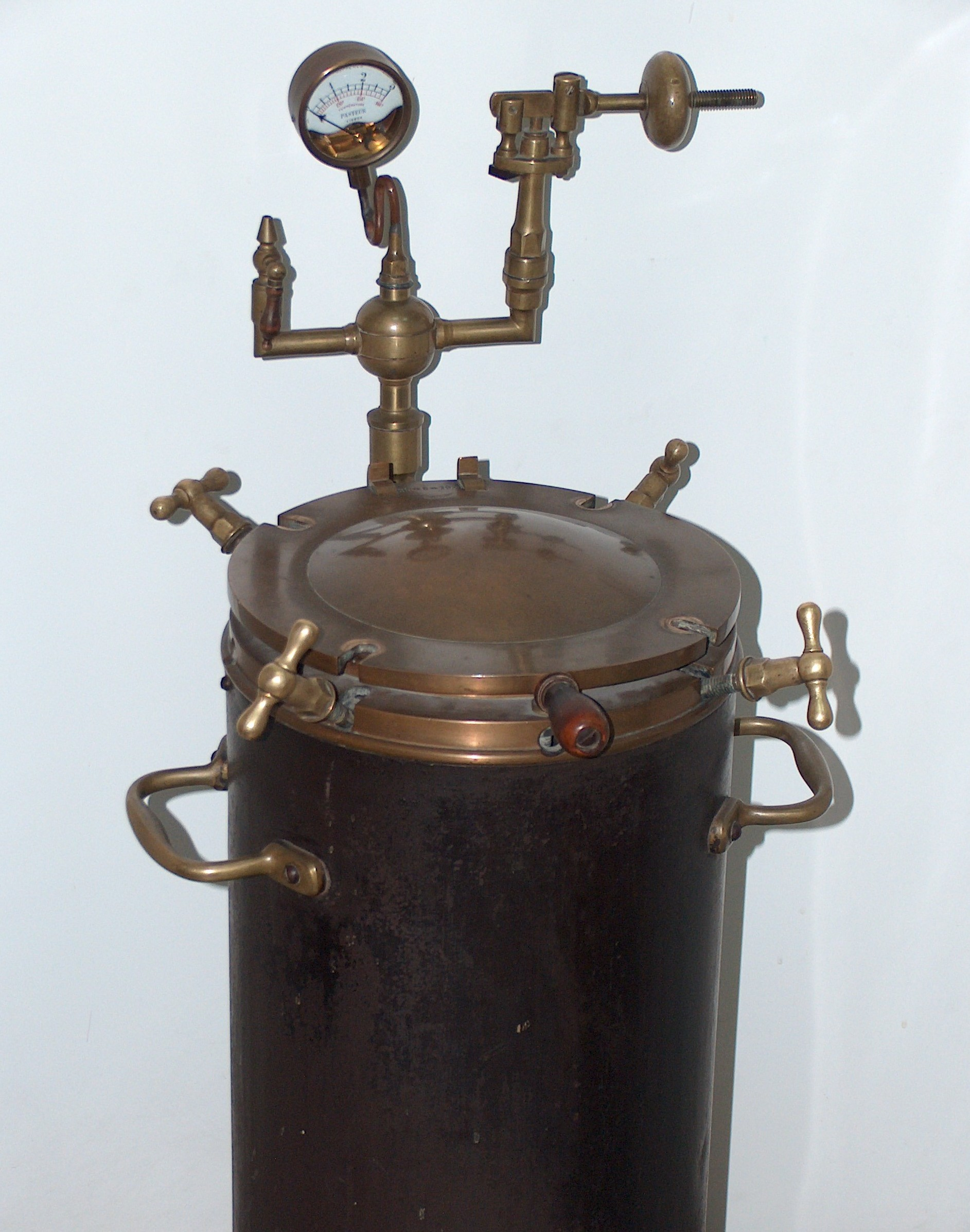
Zabytkowy autoklaw

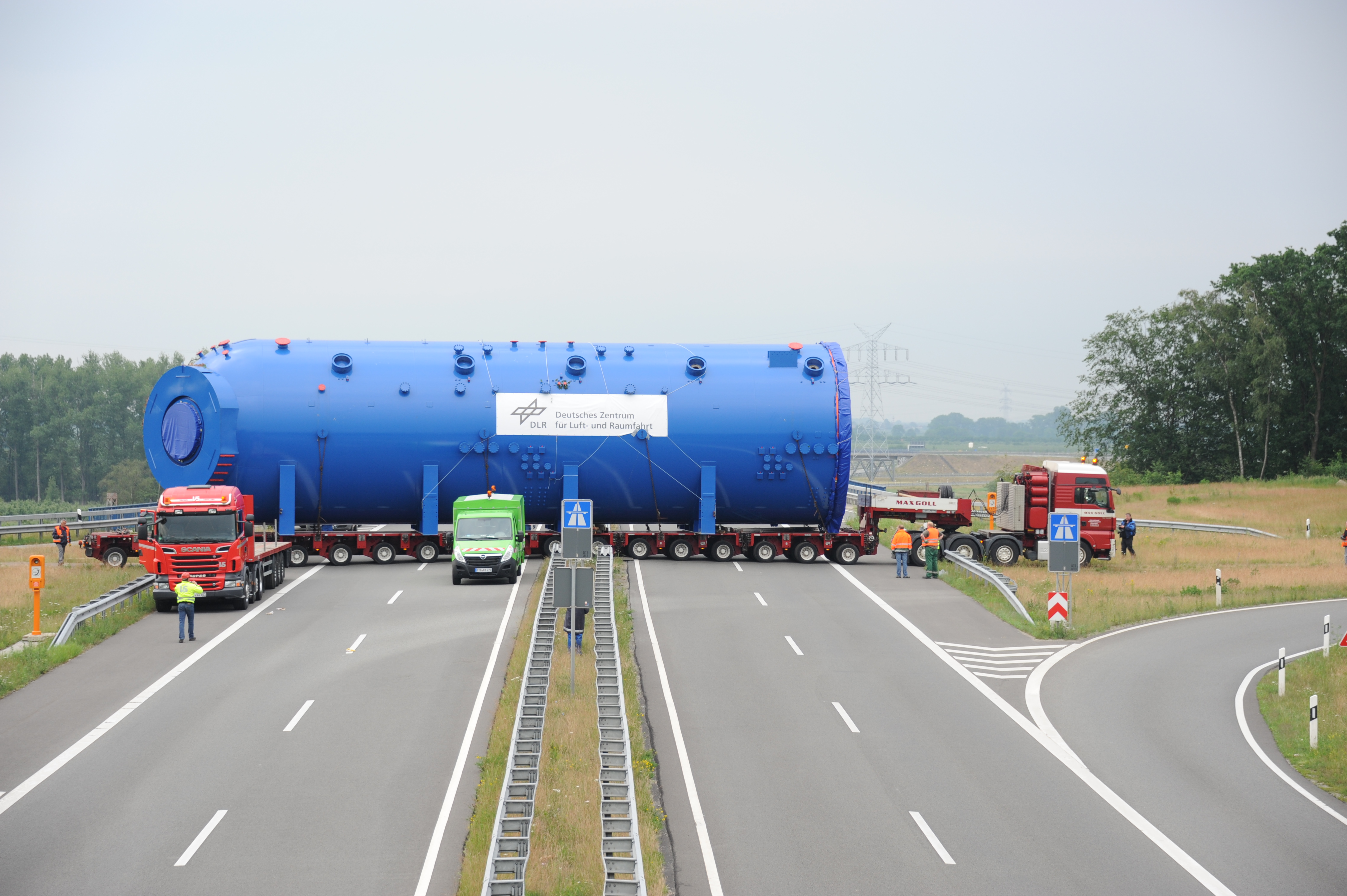
Transport największego na świecie autoklawu autostradą A26 w Niemczech. Autoklaw ma masę 165 ton, długość 27 metrów i średnicę 6,5 metra.

Autoklaw – hermetycznie zamknięty, ogrzewany zbiornik służący do przeprowadzania procesów chemicznych.

## Zasada działania
Temperaturę kąpieli wodnej ogranicza temperatura wrzenia wody, przy normalnym ciśnieniu atmosferycznym wynosząca 100 °C. Zwiększenie ciśnienia powoduje, że woda wrze w wyższej temperaturze.
W zamkniętym naczyniu, jakim jest autoklaw, w trakcie jego podgrzewania wzrasta ciśnienie, głównie w wyniku parowania wody. Ciśnienie w autoklawie jest ograniczane automatycznym zaworem ciśnieniowym. 
Osiągane w autoklawie wysokie ciśnienie i temperatura umożliwia przyśpieszenie wielu procesów chemicznych.

## Budowa
Autoklaw składa się zazwyczaj z następujących elementów:
- naczynia głównego o grubych ściankach, zdolnych wytrzymywać wysokie ciśnienie,
- pokrywy o równie grubych ściankach, posiadającej kryzę zamykaną na śruby, co tworzy mocne i szczelne połączenie,
- manometru pokazującego panujące wewnątrz ciśnienie,
- termometru pokazującego panującą wewnątrz temperaturę,
- ciśnieniowego zaworu bezpieczeństwa pełniącego rolę zabezpieczenia przed rozerwaniem gdyby wewnątrz autoklawu powstało zbyt wysokie ciśnienie.

## Zastosowanie

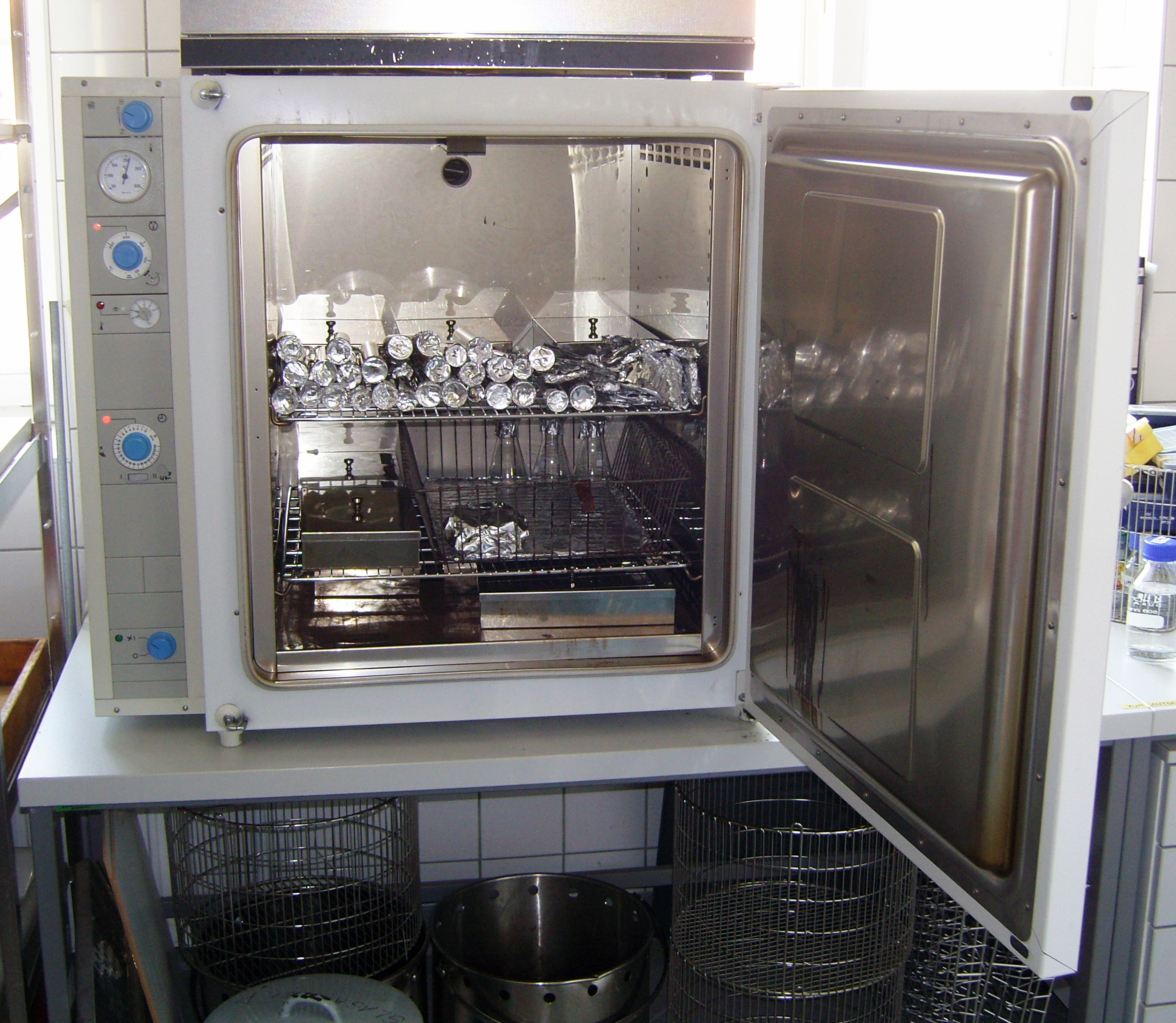
Sterylizator.

Jednym z najlepszych sposobów sterylizacji jest zastosowanie autoklawu, dlatego jest powszechnie stosowany w medycynie w celu sterylizacji instrumentów chirurgicznych, dentystycznych, laryngologicznych itp., środków farmaceutycznych, materiałów opatrunkowych i innych.
Dużą rolę odgrywa także w przemyśle w celu przeprowadzania okresowych i ciągłych procesów technologicznych. Stosowany przy obróbce żywności, czyli przy operacji autoklawowania, pozwala uzyskać pełną jałowość produktów żywności.
Autoklaw jest używany także jako reaktor ciśnieniowy w syntezie chemicznej, np. do syntez solwotermalnych (jeżeli rozpuszczalnikiem jest woda, synteza taka nosi nazwę syntezy hydrotermalnej).